# Hespérie des cirses
Pyrgus cirsii
Espèce
Statut de conservation UICN

 VU A2c : Vulnérable
L’Hespérie des cirses (Pyrgus cirsii) est une espèce de lépidoptères (papillons) de la famille des Hesperiidae, de la sous-famille des Pyrginae et du genre Pyrgus.

## Taxonomie
Pyrgus cirsii a été décrit par Pierre Rambur en 1839 sous le nom d'Hesperia cirsii,.
Elle a été considérée un temps comme une sous-espèce de Pyrgus alveus.

### Noms vernaculaires
L'Hespérie des cirses se nomme Cinquefoil Skipper en anglais, Spätsommer-puzzlefalter en allemand et Ajedrezada tórrida en espagnol.

## Description
C'est un petit papillon d'une envergure de 26 à 28 millimètres, au-dessus des ailes marron ornementé de petites taches blanches quadrangulaires. Le revers est marron ou marron-roux avec la même ornementation.

## Biologie

### Période de vol et hivernation
L'Hespérie des cirses vole en deux générations : en mai-juin puis en août-septembre

### Plantes hôtes
La plante hôte de sa chenille est Potentilla neumanniana .

## Écologie et distribution
L'Hespérie des cirses réside dans tout l'Ouest de l'Europe.
L'Hespérie des cirses est présente dans toute la moitié sud-est de la France métropolitaine mais en forte régression.

### Biotope
L'Hespérie des cirses réside sur les pelouses sèches et les dunes.

### Protection
L'Hespérie des cirses figure sur la liste rouge mondiale de l'IUCN comme vulnérable (VU),.